# Felis silvestris ornata
Il gatto selvatico asiatico (Felis silvestris ornata Gray, 1832) è una sottospecie di gatto selvatico diffusa dalle sponde orientali del Caspio fino all'India occidentale e, a nord, al Kazakistan, alla Cina occidentale e alla Mongolia meridionale. Dal momento che è la sottospecie più comune e diffusa di F. silvestris, non corre alcun rischio di estinzione.
È noto anche come gatto delle steppe asiatico e gatto del deserto indiano.

## Descrizione

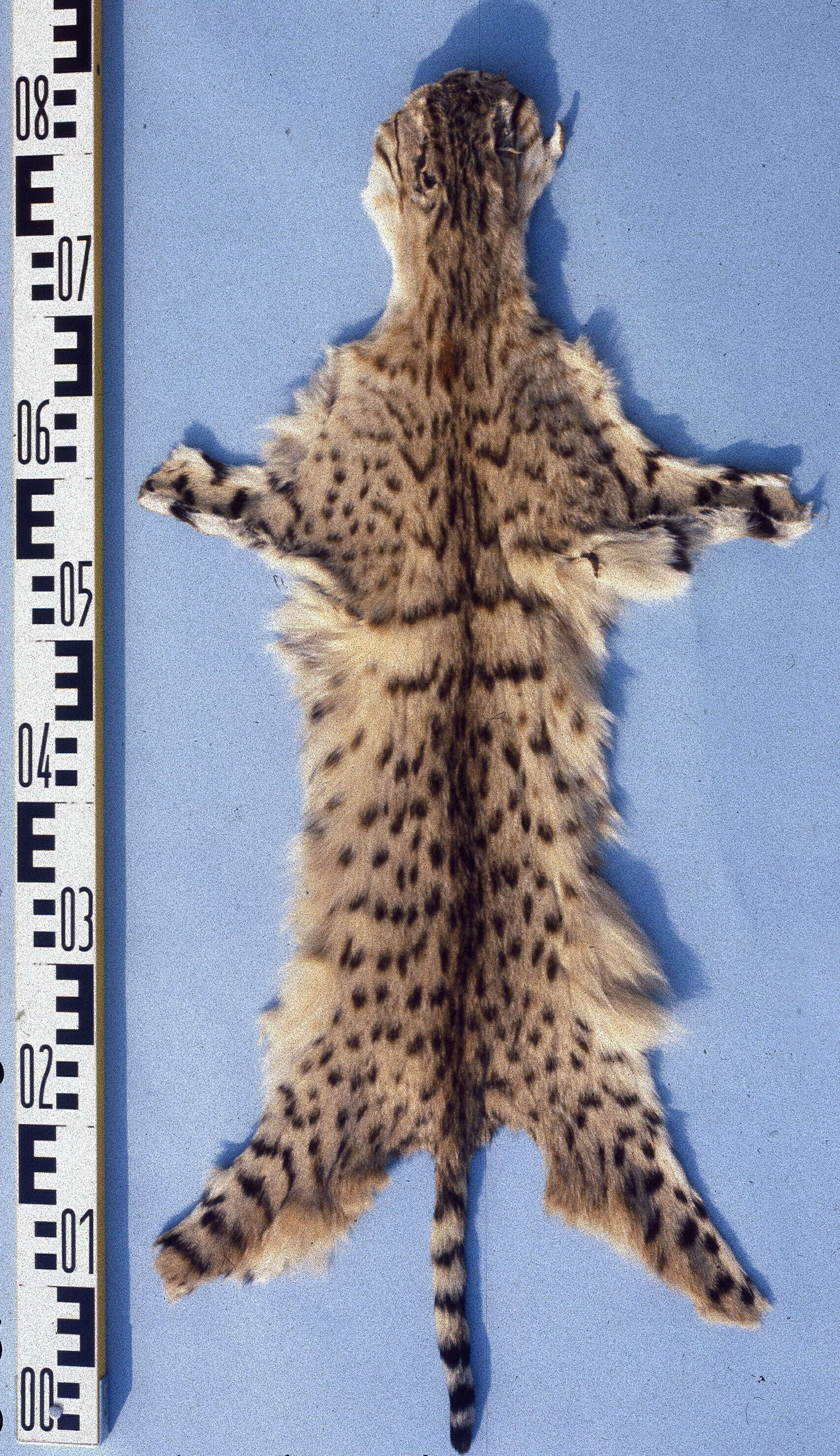
Pelle di gatto selvatico asiatico.

I gatti selvatici dell'Asia centrale si differenziano da quelli europei per lo sfondo color giallo-grigiastro o rossastro del mantello, ricoperto distintamente da piccole macchie nere o rosso-marrone. Talvolta le macchie si fondono insieme a costituire delle strisce, specialmente negli esemplari diffusi nelle regioni centroasiatiche a est dei monti Tien Shan.
In Pakistan e India, i gatti selvatici hanno mantelli dalla colorazione giallo-sabbia chiaro, sulla quale spiccano piccole macchie che tendono a disporsi in linee verticali su tronco e fianchi. La pelliccia è generalmente breve, ma la sua lunghezza varia a seconda dell'età dell'esemplare e della stagione. La coda ha sempre l'estremità nera e le piante dei piedi sono nere. Un piccolo ciuffo di peli si sviluppa sulla punta delle orecchie. Il peso si aggira sui 3–4 kg.

## Distribuzione e habitat
Il Caucaso viene generalmente considerato come la zona di transizione tra gli areali del gatto selvatico europeo (a nord e a ovest) e del gatto selvatico asiatico (a sud e a est). In questa regione, il primo è diffuso nelle foreste di montagna, mentre il secondo vive nelle aree desertiche e semidesertiche di bassa quota lungo le sponde del Caspio. Il gatto selvatico asiatico vive di solito in prossimità dei corsi d'acqua, ma è anche in grado di vivere tutto l'anno in deserti completamente privi di riserve idriche. Nelle regioni montuose si spinge fino a 2000–3000 m di quota, ovunque vi sia copertura vegetale sufficiente. In inverno, ai confini settentrionali dell'areale, la profondità del manto nevoso pone dei limiti alla sua espansione.
In Afghanistan, gatti selvatici asiatici sono stati avvistati prima del 1973 sui monti e nelle steppe dell'Hazaristan (regione centrale del Paese), nella zona del passo Shibar, presso Herat e nella Provincia di Bamiyan.
In India, questo animale è associato soprattutto ai deserti arbustivi. Nel 1999, la sottospecie era considerata ancora presente in Rajasthan, nei distretti di Bikaner, Barmer, Jaisalmer, Pali e Nagaur.
Abita il deserto del Rajasthan e il Rann di Kutch, comprese le adiacenti distese erbose di Banni, in India, e le regioni desertiche del Sindh, in Pakistan. Il Santuario Naturale di Jalore, situato nei pressi dell'omonima città del Rajasthan, è una delle poche aree protette in cui questo animale è presente in gran numero.

## Biologia
I gatti selvatici asiatici vengono avvistati più frequentemente nelle ore diurne. Riposano e allevano i piccoli all'interno di tane.
Nelle regioni arbustive del Rajasthan occidentale, si nutrono soprattutto di gerbilli del deserto, ma cacciano anche lepri, ratti, tortore, pernici grigie, grandule, pavoni, bulbul, passeri e mangiano uova di uccelli che nidificano al suolo. Sono stati visti anche uccidere cobra, vipere dalle squame a sega, boa delle sabbie, gechi, scorpioni e coleotteri.

## Conservazione
Le femmine di gatto selvatico asiatico si accoppiano spesso con i gatti domestici e nei pressi dei villaggi ove vivono le prime è facile trovare nidiate frutto di ibridazioni. In Afghanistan a questi animali è stata data una caccia assidua; nel 1977, nei bazar di Kabul erano in mostra più di 1200 articoli confezionati con la pelle di questo felino.
In Afghanistan esso è protetto dalla legge ed è stato posto, nel 2009, nella prima Lista delle Specie Protette del Paese; ciò significa che è vietata la caccia e la vendita di parti ricavate dall'animale. Inoltre, è stato proposto di considerarlo oggetto di una futura campagna di studi